# Amadina fasciata
La estrilda degollada (Amadina fasciata) es una especie de ave paseriforme de la familia Estrildidae propia del África subsahariana. Se estima que su área de distribución abarca una extensión de unos 20 000 km².
Se encuentra en Angola, Benín, Botsuana, Burkina Faso, Camerún, Chad, Congo, Costa de Marfil, Eritrea, Etiopía, Gambia, Ghana, Kenia, Malaui, Malí, Mauritania, Mozambique, Namibia, Níger, Nigeria, Portugal (introducida), Ruanda, Senegal, Somalia, Sudáfrica, Sudán, Tanzania, Togo, Uganda, Zambia y Zimbabue.

## Subespecies
Se reconocen las siguientes subespecies:
- Amadina fasciata fasciata
- Amadina fasciata alexanderi
- Amadina fasciata meridionalis
- Amadina fasciata contigua